# Viktórovka (Sudzha)
Viktórovka (en ruso: Викторовка) es un pueblo ruso perteneciente al óblast de Kursk. Situado en el suroeste del país, forma parte del distrito de Sudzha.
Entre el 6 y el 12 de septiembre de 2024 el pueblo fue ocupado por Ucrania en el marco de la Incursión ucraniana en el óblast de Kursk de agosto de 2024.

## Geografía
Viktórovka está situado a orillas del río Malaya Loknia, 13 km al norte de Sudzha y 79 km al suroeste de Kursk. También se encuentra a 16 km de la frontera ruso-ucraniana.  

## Historia
El 8 de septiembre de 2024, el pueblo fue escenario de una incursión en la óblast de Kursk de las Fuerzas Armadas de Ucrania en el transcurso de la guerra ruso-ucraniana.El 15 de agosto, el gobierno ucraniano anunció la formación de una administración militar para brindar ayuda humanitaria a los civiles y mantener la ley y el orden, donde posteriormente se integró a Novaya Sorochina.
El 12 de septiembre de 2024, el Ministerio de Defensa de Rusia aseguró en un comunicado que el asentamiento había sido liberado por las tropas rusas.

## Demografía
La evolución demográfica de Viktórovka entre 2002 y 2010 fue la siguiente:
| 117                            | 108 |
| (Fuente: Population of Russia) |     |

En el censo de 2010, el 94% de la población eran rusos y el 4%, ucranianos.

## Infraestructura

### Transporte
Viktórovka se encuentra a 2 km de la autopista 38K-024 (Lgov-Sudzha).